# Sassongher
Il Sassongher è una montagna delle Dolomiti di Gardena, alta 2.665 m. s.l.m, appartenente al gruppo del Puez, posta all'interno del parco naturale Puez-Odle: domina, con la sua mole imponente, i paesi di Corvara e Colfosco, in Alta Badia.

## Alpinismo

### Accesso
Per arrivare in cima al Sassongher partendo da Colfosco (frazione di Corvara) si raggiunge in cabinovia il rifugio Col Pradat (2.038 m s.l.m.) e successivamente si perviene alla forcella Sassongher. Da qui, con il sentiero n. 7, si giunge in cima a 2.665 metri di quota. È possibile giungere in vetta anche dal rifugio Gardenaccia (2.050 m s.l.m.) seguendo il sentiero n. 5 fino alla forcella Sassongher e poi il n. 7, da Funtanacia per la val Juèl (sentiero n. 7 fino alla forcella ed poi in vetta) o dal rifugio Puez (2.475 m s.l.m.) coi sentieri n. 2 e 15 fino al passo di Gardenacia e da qui col n. 5 fino alla forcella Sassongher e il n. 7 fino in vetta.

### Ascensioni
È certo che da secoli contadini e cacciatori transitarono per il Sassongher spostandosi di valle in valle. È da citare la scalata della parete sud compiuta da Joseph Kostner, guida alpina di Corvara, nell'agosto 1900.